# 尼克·贾丁
尼克·贾丁（英語：Nick Jardine，1943年9月4日—）是一位英国数学家、科学哲学家和自然历史学家以及业余真菌学家，英国国家学术院院士（FBA），剑桥大学榮譽退休教授。主要作品有《历史上的书籍与科学》（Books and the Sciences in History，与玛丽娜·弗拉斯卡-斯帕达合著，2000年）等。